# خوان كارلوس فريسناديو
خوان كارلوس فريسناديو (بالإسبانية: Juan Carlos Fresnadillo، ولد في 5 ديسمبر 1967، سانتا كروث دي تينيريفه، جزر الكناري، إسبانيا) مخرج ومنتج أفلام إسباني.

## وصلات خارجية
- خوان كارلوس فريسناديو على موقع IMDb (الإنجليزية)
- خوان كارلوس فريسناديو على موقع ألو سيني (الفرنسية)
- خوان كارلوس فريسناديو على موقع أول موفي (الإنجليزية)
- خوان كارلوس فريسناديو على موقع بوكس أوفيس موجو (الإنجليزية)
- خوان كارلوس فريسناديو على موقع قاعدة بيانات الأفلام السويدية (السويدية)
- خوان كارلوس فريسناديو على موقع قاعدة بيانات الفيلم (الإنجليزية)
- خوان كارلوس فريسناديو على موقع كينوبويسك (الروسية)